# 208 (nombre)
Cet article concerne le nombre 208. Pour les années, voir 208 et -208.
208 (deux cent-huit) est l'entier naturel qui suit 207 et précède 209.

## En mathématiques
Deux cent-huit est :
- un nombre Tetranacci ;
- la somme des carrés des cinq premiers nombres premiers.

## Dans d'autres domaines
Deux cent-huit est :
- l'indicatif téléphonique pour l'Idaho aux États-Unis ;
- le MCC de la France métropolitaine en téléphonie mobile ;
- le n° de modèle d'un avion américain, le Cessna 208.